# شیر گیاهی

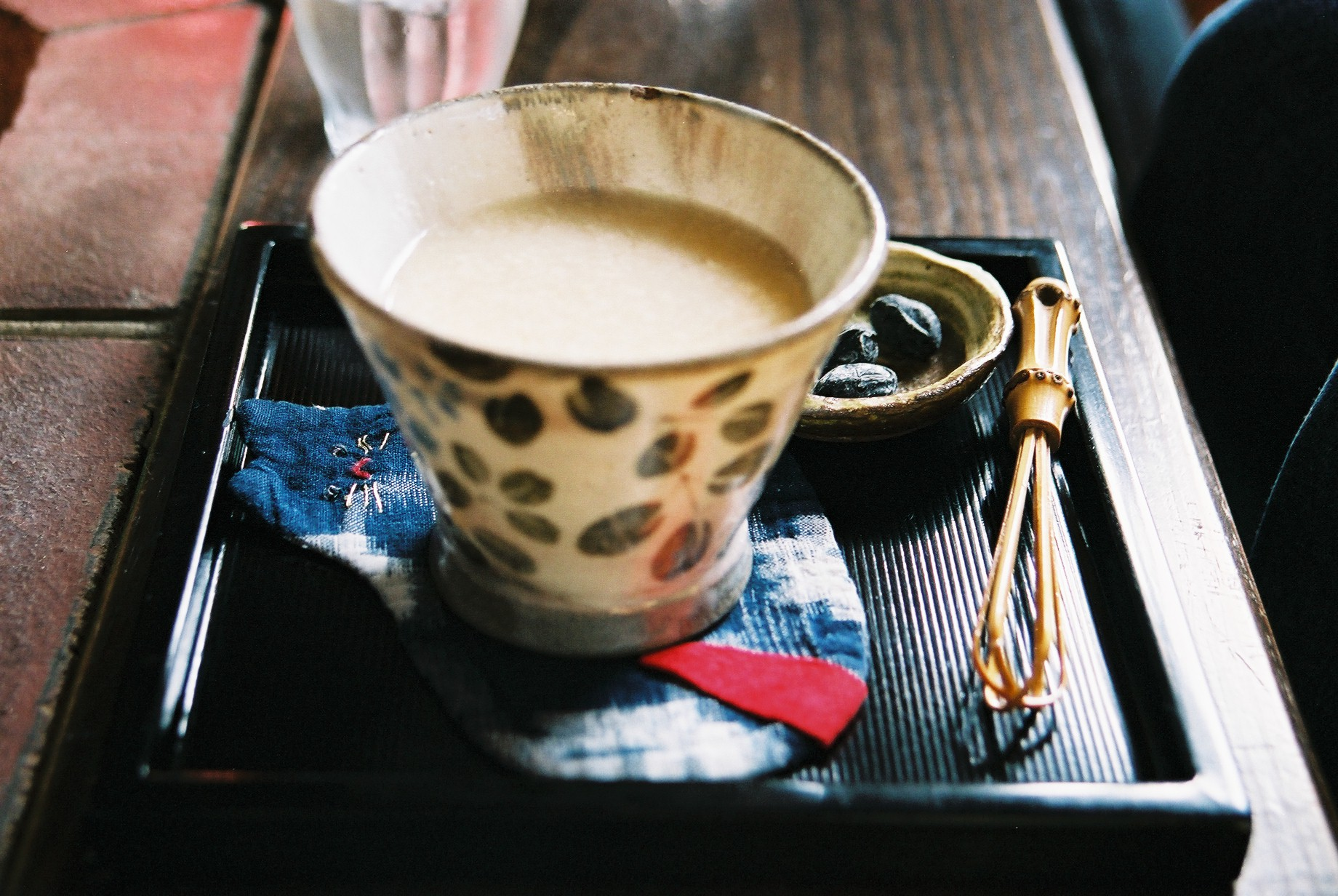
شیر برنج ژاپنی

شیر گیاهی (انگلیسی: Plant milk) یا با نام ردهٔ محصولات مشابه شناخته شدهٔ دیگر، شیر کارخانه‌ای، برای قرن‌ها در فرهنگ‌های مختلف مصرف شده‌است، این محصول به عنوان یک نوشیدنی به‌طور منظم در سبد غذایی روزانه و به عنوان یک جایگزین برای شیر لبنی است. محبوب‌ترین انواع این نوع محصول شیر سویا، شیر بادام، شیر برنج و شیر نارگیل می‌باشد، محتوای پروتئین این محصول بسته به نوع کارخانه و نوع محصول متفاوت است که در بسته‌بندی محصول به شکل مشخص درج می‌گردد. ترکیبات این محصول فاقد لاکتوز یا کلسترول، و گاهی در محصولاتی ویژه با کلسیم و ویتامین اضافه، معمولاً ویتامین ب۱۲ ترکیب شده و به فروش می‌رسد
دلایل متعددی برای مصرف این فراوردهٔ کارخانه ای وجود دارد که مهم‌ترین آنها عبارت هستند از: دلایل بهداشتی، دلایل حساسیتی از جمله عدم تحمل لاکتوز توسط برخی از مصرف‌کنندگان، آلرژی به شیر طبیعی، گیاهخواری برخی اشخاص و دلایل مذهبی، مانند برخی از فرقه‌های مسیحی در طول دوران روزه، و همچنین ترجیح دادن یک طعم ساده و بدون بو و مزه است.

## نمودار تغذیه ای
| محتوای تغذیه ای شیر گاو، شیر بادام و شیر سویا | محتوای تغذیه ای شیر گاو، شیر بادام و شیر سویا | محتوای تغذیه ای شیر گاو، شیر بادام و شیر سویا           | محتوای تغذیه ای شیر گاو، شیر بادام و شیر سویا |
|                                               | شیر گاو (whole, vitamin D added)              | شیر سویا (unsweetened; calcium, vitamins A and D added) | شیر بادام (unsweetened)                       |
| --------------------------------------------- | --------------------------------------------- | ------------------------------------------------------- | --------------------------------------------- |
| کالری (فنجان، 243 g)                          | ۱۴۹                                           | ۸۰                                                      | ۴۰                                            |
| پروتئین (g)                                   | ۷٫۶۹                                          | ۶٫۹۵                                                    | ۱                                             |
| چربی (g)                                      | ۷٫۹۳                                          | ۳٫۹۱                                                    | ۲٫۵                                           |
| چربی اشباع (g)                                | ۴٫۵۵                                          | ۰٫۵                                                     | ۰                                             |
| کربوهیدرات (g)                                | ۱۱٫۷۱                                         | ۴٫۲۳                                                    | ۲                                             |
| فیبر (g)                                      | ۰                                             | ۱٫۲                                                     | ۱                                             |
| شکر (g)                                       | ۱۲٫۳۲                                         | ۱                                                       | ۰                                             |
| کلسیم (mg)                                    | ۲۷۶                                           | ۳۰۱                                                     | n/a                                           |
| پتاسیم (mg)                                   | ۳۲۲                                           | ۲۹۲                                                     | ۱۷۰                                           |
| سدیم (mg)                                     | ۱۰۵                                           | ۹۰                                                      | ۱۸۰                                           |
| ویتامین ب۱۲ (µg)                              | ۱٫۱۰                                          | ۲٫۷۰                                                    | n/a                                           |
| ویتامین آ (IU)                                | ۳۹۵                                           | ۵۰۳                                                     | n/a                                           |
| ویتامین د (IU)                                | ۱۲۴                                           | ۱۱۹                                                     | n/a                                           |
| کلسترول (mg)                                  | ۲۴                                            | ۰                                                       | ۰                                             |

## نگارخانه

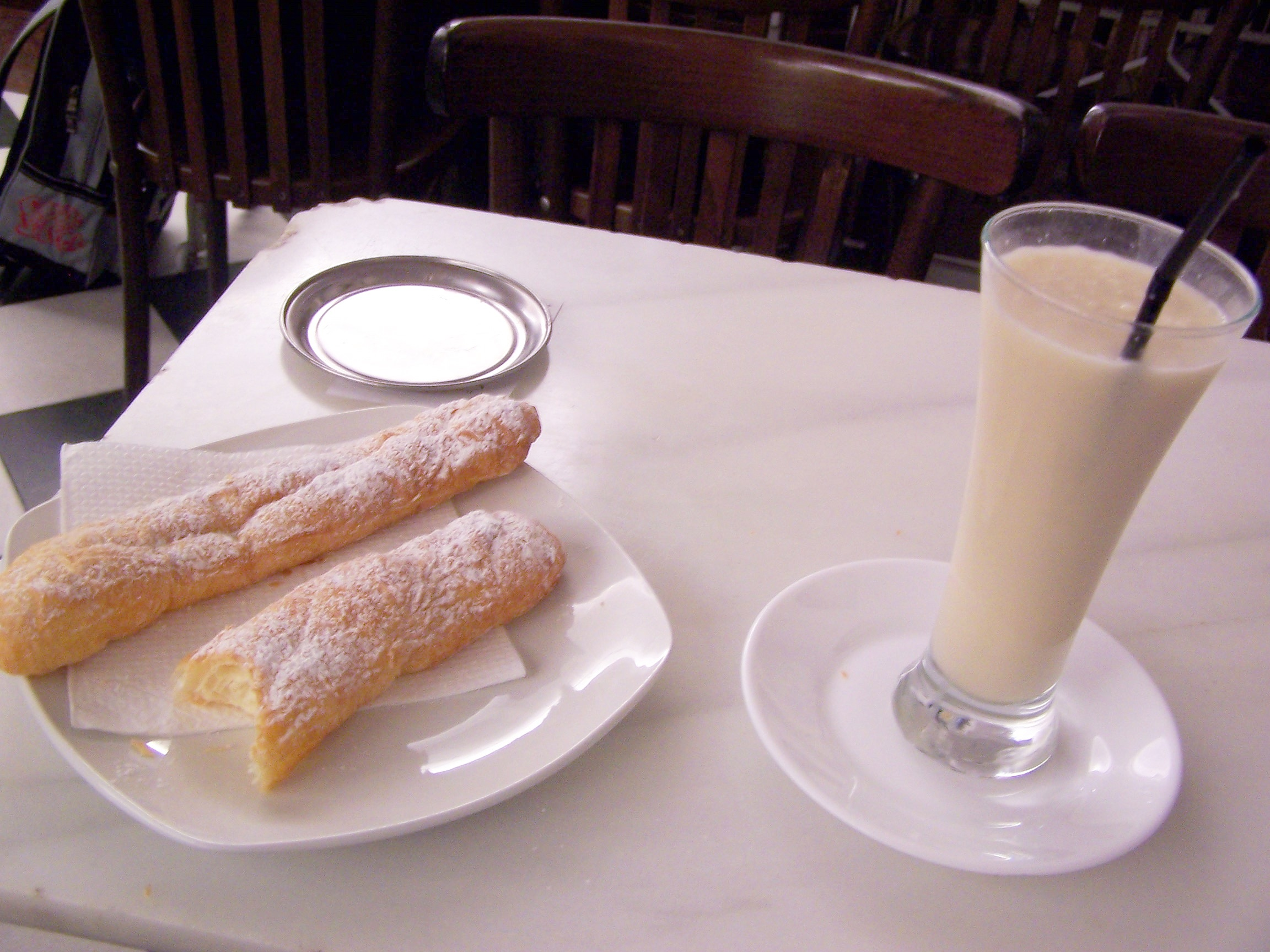
یک فنجان از شیر معروف به قهوهٔ هورچاتا در کافه ای اسپانیایی
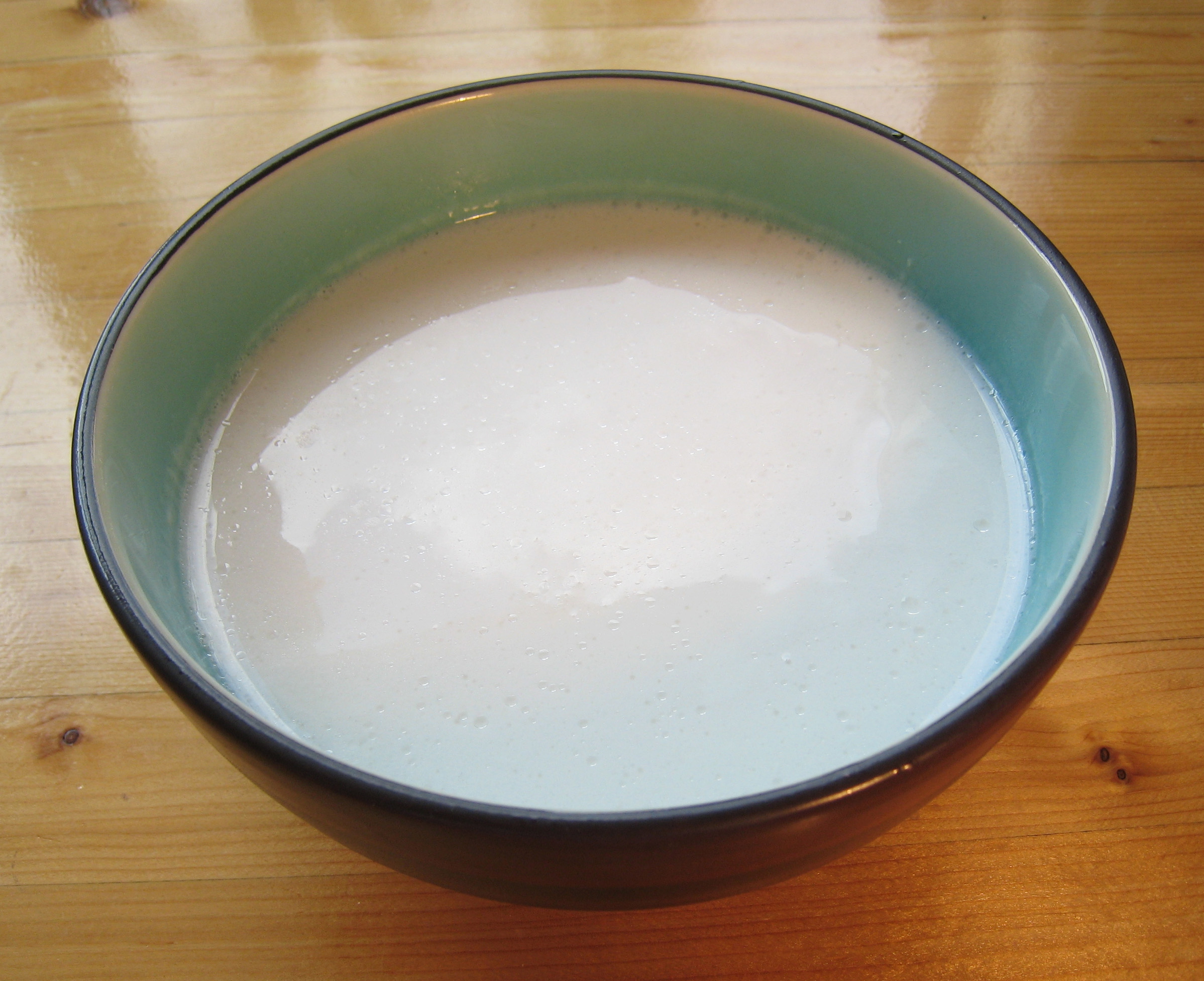
شیر نارگیل